# Friedhof (Querfurt)

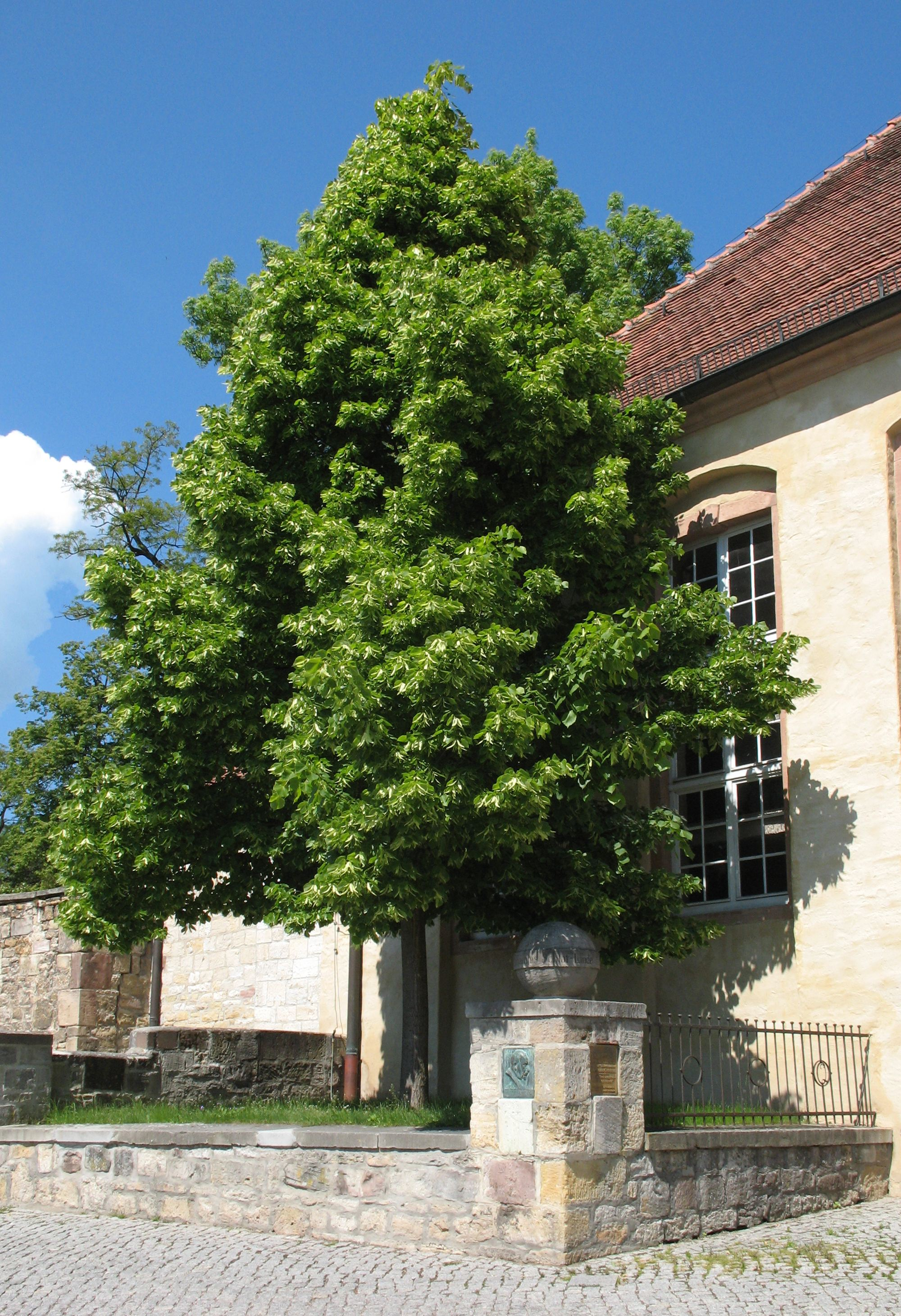
Die Schlaf-Linde auf dem Friedhofsgelände an der Friedhofskirche

Der Friedhof Querfurt ist ein denkmalgeschützter Friedhof in der Stadt Querfurt in Sachsen-Anhalt. Im örtlichen Denkmalverzeichnis ist der Friedhof unter der Erfassungsnummer 094 65592 als Denkmalbereich verzeichnet.

## Allgemeines

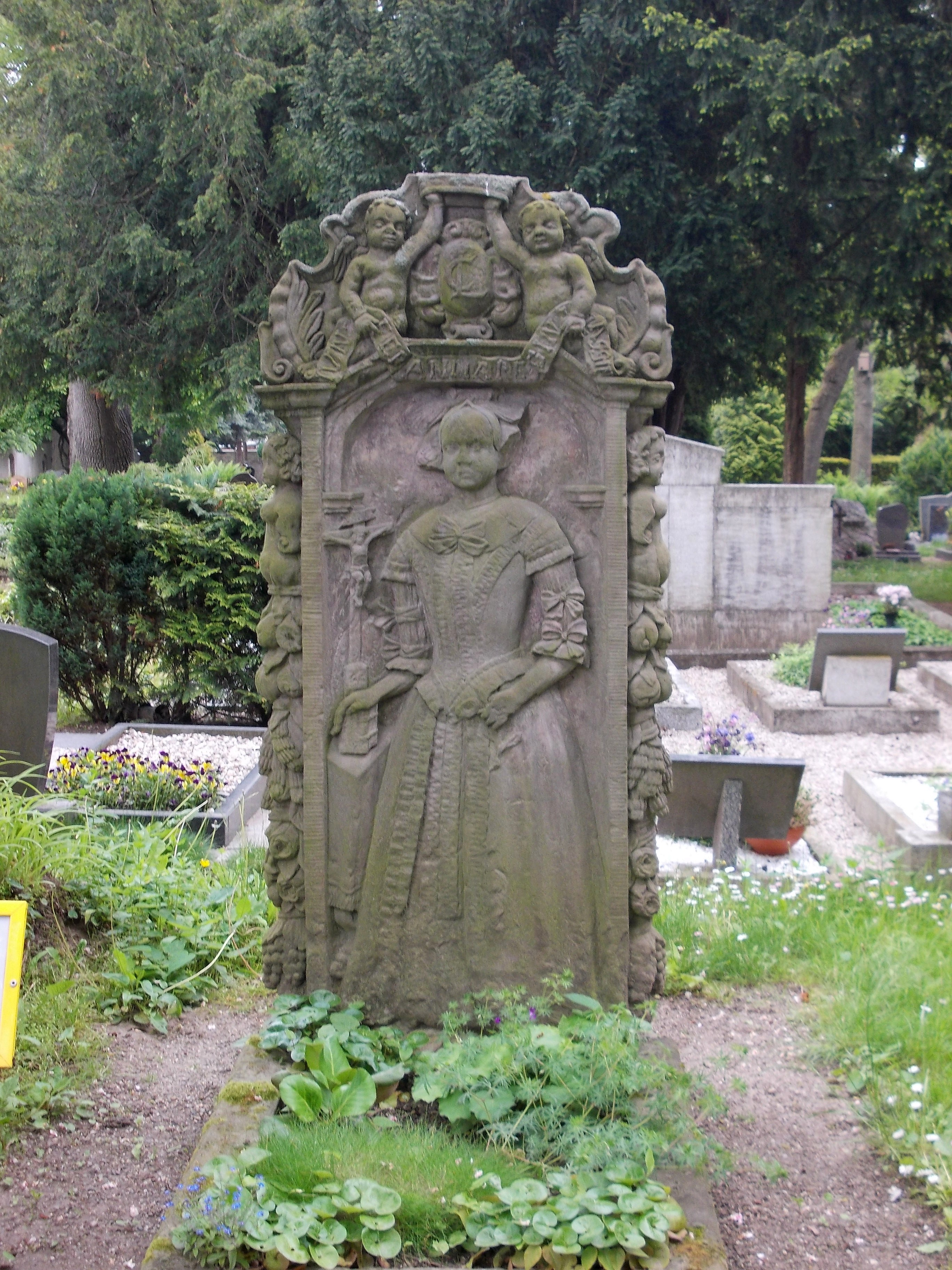
Grabmal der Brandjungfer

Der Friedhof von Querfurt liegt an der Friedhofsstraße, nördlich der Altstadt und entstand im Jahr 1572.

## Friedhofskirche
Bei der Friedhofskirche handelt es sich um einen Teil eines anderen Sakralbaues der im Zusammenhang mit der Verlegung des alten Friedhofes der Altstadt im Jahr 1572 an den heutigen Standort verlegt wurde. Die Friedhofskirche ist im barocken Baustil errichtet. An der Seite zur Stadt befindet sich ein großer Torbogen, der mit einem Wappen und einer Figur sowie einer Urne verziert ist und der Inschrift Eingang zur Ruhe. Statt eines Turmes wurde ein Dachreiter errichtet. An der Ostseite wurde während der Gründerzeit ein Backsteinbau an das Gebäude hinzugefügt.

## Denkmäler und Grabmäler

### Brandjungfer
Das Grabmal der Brandjungfer ist das Grabmal der 15-jährigen Anna Regina Lasse. Sie starb bei einem Stadtbrand am 26. August 1678 im Keller des Gasthofes Zum goldenen Löwen, wohin sie sich mit einer Magd und zwei Tanten geflüchtet hatte. Stifter des Grabmales, welches 1678 errichtet wurde, war ihr Vater Christian Lasse, ein Ratsherr und Münzmeister von Querfurt. Das Grabmal ist im barocken Stil erbaut und zeigt Anna Regina Lasse als Relief.
Nach einer Legende zeigt sich der Geist von Anne Regina Lasse immer dann, wenn ein Brand auszubrechen drohte.

### Denkmäler Johannes Schlaf
Dem Schriftsteller und Ehrenbürger der Stadt Querfurt Johannes Schlaf wurden auf dem Friedhof gleich drei Denkmäler gesetzt. Noch zu seiner Lebzeit im Jahr 1922, dem 60. Geburtstag, wurde ein Denkmal an der Friedhofskirche errichtet. Es folgte im Jahr 1932 zu seinem 70. Geburtstag die Pflanzung der Johannes-Schlaf-Linde an der Friedhofskirche. Eine Ecke der Einfriedung ist eine Stele mit einer Steinkugel und zwei Gedenktafeln. Die Steinkugel trägt die Inschrift Johannes Schaf-Linde. Die ältere Tafel ist schlichter als die jüngere und zeigt seinen Kopf als Relief und trägt die Inschrift:
Johannes Schlaf

zum 70. Geburtstag 21. 6. 1932
Die jüngere Tafel wurde erst nach seinem Tod angebracht und trägt die Inschrift:
    Dem Ehrenbürger von Querfurt

Johannes Schlaf

Philosoph, Dichter u. Heimatforscher

* 21. 6. 1862 + 2. 2. 1941 in Querfurt

Zum ehrenden Gedächtnis

"Allen Weltlaufs Ausstrom -

und Ziel, ist Heimat!"

Die Johannes Schlaf-Gemeinde im

Heimatverlag R. Jaeckel zu Dingsda
Eine weitere Gedenktafel wurde zu seinem 75. Geburtstag an seinem Geburtshaus angebracht und auch an seinem Sterbehaus befindet sich eine Gedenktafel.

### Denkmal Zweiter Weltkrieg
Ein schlichter Stein befindet sich im Ostteil des Friedhofs. Der Stein trägt die Inschrift:
Zum Gedenken an die Soldaten und

Zwangsarbeiter des 2. Weltkrieges
Bei dem Stein handelt es sich um ein Denkmal für die Gefallenen des Zweiten Weltkriegs. Das Entstehungsjahr des Denkmales ist nicht bekannt, solche Steinsetzungen waren aber erst nach 1989 möglich, da es von der DDR-Regierung nicht gewollt war, den Soldaten des Eroberungskriegs ein Einzeldenkmal zusetzen. Mit den Zwangsarbeitern sind wahrscheinlich weniger die in Querfurt ums Leben gekommenen Zwangsarbeiter, eher sind die in der Sowjetunion in den Arbeitslagern verstorbenen Kriegsgefangenen gemeint.